# Gua (ruisseau de la Gironde)
Pour les articles homonymes, voir GUA.
Le Gua est un ruisseau français, affluent de la rive droite de la Garonne, qui coule dans la région naturelle de l'Entre-deux-Mers située dans le département de la Gironde en région Aquitaine.

## Géographie
Le Gua fait partie des quatre ruisseaux principaux qui drainent la partie occidentale de l'Entre-Deux-Mers. Les trois autres sont le Gestas, la Laurence et la Pimpine.
| - Les affluents du Gua. |

Localement nommé estey du Gua ou ruisseau Desclaux, le Gua prend sa source en Gironde, sur la commune de Tresses, à la limite entre les lieux-dits Mirlande et les Bons Enfants, au sud-est du bourg. Son cours, d'une longueur de 20,1 km, se dirige vers le nord-ouest, traverse les communes de Sainte-Eulalie, Artigues-près-Bordeaux, Carbon-Blanc, Lormont, Parempuyre et Ambarès-et-Lagrave où il reçoit successivement les eaux, en rive gauche, des ruisseaux de Fontaudin (2 km), du Mulet (3 km) et, en rive droite, de Moulinat (4 km), du Moulin (6 km) et du Gréseau (4 km). Il conflue avec la Garonne à la hauteur de Saint-Louis-de-Montferrand.
Les détails sur les affluents répertoriés par Le SANDRE se trouvent dans le tableau ci-dessous.
| Le Gua | 20,1 km | O9760500 | « Fiche SANDRE » | Fiche SIEAG | OpenStreetMap |

Affluents
| Inconnu   | 1,9 km | O9760510 | « Fiche SANDRE » | Fiche SIEAG | OpenStreetMap |
| Inconnu   | 1,7 km | O9760520 | « Fiche SANDRE » | Fiche SIEAG | OpenStreetMap |
| Inconnu   | 2,0 km | O9760530 | « Fiche SANDRE » | Fiche SIEAG | OpenStreetMap |
| Fontaudin | 1,8 km | O9760540 | « Fiche SANDRE » | Fiche SIEAG | OpenStreetMap |
| Moulinat  | 3,6 km | O9761050 | « Fiche SANDRE » | Fiche SIEAG | OpenStreetMap |
| Mulet     | 3,2 km | O9760550 | « Fiche SANDRE » | Fiche SIEAG | OpenStreetMap |
| Inconnu   | 2,3 km | O9761030 | « Fiche SANDRE » | Fiche SIEAG | OpenStreetMap |
| Moulin    | 5,8 km | O9760590 | « Fiche SANDRE » | Fiche SIEAG | OpenStreetMap |
Affluents du Moulin
| Inconnu | 1,5 km | O9761040 | « Fiche SANDRE » | Fiche SIEAG | OpenStreetMap |
| Antone  | 2,6 km | O9760610 | « Fiche SANDRE » | Fiche SIEAG | OpenStreetMap |
| Gréseau | 4,0 km | O9760620 | « Fiche SANDRE » | Fiche SIEAG | OpenStreetMap |
Affluents du Gréseau
| Pescau     | 1,7 km | O9760630 | « Fiche SANDRE » | Fiche SIEAG | OpenStreetMap |
| Inconnu    | 1,3 km | O9761000 | « Fiche SANDRE » | Fiche SIEAG | OpenStreetMap |
| Font-Neuve | 2,1 km | O9760650 | « Fiche SANDRE » | Fiche SIEAG | OpenStreetMap |

## Aménagement du bassin versant
Le bassin-versant du Gua s'étale sur 5 400 hectares dont près de la moitié sont constitués d'espaces urbanisés, de reliefs accidentés et de zones imperméabilisées en bordure de rocade et d'autoroute. Cinq bassins de rétention assurent l'assainissement des eaux pluviales. L'entretien du ruisseau, la prévention des inondations, le  maintien de la capacité hydraulique nécessaire à l'évacuation des eaux de ruissellement sont assurés par le Syndicat Intercommunal pour l'aménagement du bassin versant du ruisseau le Guâ, crée le 11 décembre 1969 et regroupant treize communes dont huit font partie de Bordeaux Métropole. 